# Близькі друзі
«Близькі друзі» (англ. Queer As Folk) — американо-канадський телевізійний серіал. Ремейк однойменного британського серіалу, створеного продюсером Расселом Девісом. Створено «CowLip Productions», «Tony Jonas Productions» і «Temple Street Productions» спільно з «Channel 4 Television Corporation» і «Showcase». Кількість сезонів — 5, епізодів — 83.

## Сюжет
Дія відбувається в типовому місті США Піттсбурзі: мешканці — і відповідно герої фільму — типові американці. У фільмі п'ять головних героїв — забезпечений, упевнений у собі й нахабнуватий 29-річний хлопець-симпатяга Брайн (Гейл Харольд), який користується тим, що всі готові йому віддатися. Майкл (Хел Спаркс) — його друг — добрий і безнадійно закоханий в Брайана. Джастін (Ренді Харрісон) — 17-річний хлопець, якого у першій серії Брайан позбавляє невинності і який також закохується в Брайана. Та два друга Емметт (Пітер Пейдж) і Тед (Скотт Лоуелл). Весь серіал — життя та пригоди цих хлопців і їх численних друзів й подруг.

## Режисери
Майкл Декарло (11 епізодів, 2001—2005)

Келлі Макін (11 епізодів, 2003—2005)

Алекс Чапля (8 епізодів, 2001—2005)

Кевін дюймів (8 епізодів, 2001—2005)

Девід Веллінгтон (8 епізодів, 2001—2005)

Брюс Макдональд (8 епізодів, 2002—2004)

Рассел Малкахі (4 епізоди, 2000—2001)

Джеремі Podeswa (4 епізоди, 2001—2004)

Джон Грейсон (4 епізоди, 2001—2002)

Карі Skogland (3 епізоди, 2001—2003)

Тома Найкраща (3 епізоди, 2002—2005)

Джон Фосетт (3 епізоди, 2002—2005)

Кріс Грісмер (3 епізоди, 2003—2005)

Лорі Лінд (1 епізод, 2003)

## Цікавинки
- Зйомки серіалу проходили в Торонто, Онтаріо в Канаді.
- Спочатку Пітер Пейдж прийшов на проби на роль Теда. Виступивши перед агентами, він попросив можливість прочитати текст для ролі Еммета. Його виконання так вразило агентів, що під час наступної зустрічі вони дозволили актору вибрати одну з цих двох ролей.
- На стадії розробки Джоель Шумахер повинен був зняти пілотний епізод.
- Деббі Новотни носить майку зі слоганами в кожному епізоді шоу.
- Творці вирішили знімати рімейк однойменного шоу, прочитавши в Los Angeles Times статтю про успіх британського шоу, в якій критики говорили, що будь-яка спроба зняти подібний серіал в Америці приречена на провал.
- В 4 і 5 сезонах титри були змінені, а деякі персонажі носять футболки з текстами:Господь створив мене геєм (англ. God made me gay), Я люблю свого сина-гея ' ' (англ. I [heart] my gay son), і Нікому не кажіть, але я лесбійка (англ. Nobody knows I'm a lesbian).
- Виконавчі продюсери і автори сценарію Рон Коен і Деніел Ліпман зізналися, що зіткнулися з неймовірною хвилею гомофобії з боку професіоналів Голлівуду перед знімальною стадією.
- Багато агентств з пошуку талантів Лос-Анджелеса відмовилися пропонувати своїх клієнтів як акторів шоу через специфічну тематику серіалу.